# Cataxia
Cataxia es un género de arañas migalomorfas de la familia Idiopidae. Se encuentra en Australia. 

## Lista de especies
Según The World Spider Catalog 11.5:
- Cataxia babindaensis Main, 1969
- Cataxia bolganupensis (Main, 1985)
- Cataxia cunicularis (Main, 1983)
- Cataxia dietrichae Main, 1985
- Cataxia eungellaensis Main, 1969
- Cataxia maculata Rainbow, 1914
- Cataxia pallida (Rainbow & Pulleine, 1918)
- Cataxia pulleinei (Rainbow, 1914)
- Cataxia spinipectoris Main, 1969
- Cataxia stirlingi (Main, 1985)
- Cataxia victoriae (Main, 1985)